# Bicarbonato de sódio intravenoso
Bicarbonato de sódio intravenoso é um medicamento usado principalmente no tratamento de grave acidose metabólica. Para isso, geralmente é usado somente quando o pH é inferior a 7.1 e quando a causa subjacente é a diarreia, vómitos ou problemas nos rins. Outros usos incluem a hipercaliemia, overdose de antidepressivo tricíclico e toxicidade da cocaína bem como uma série de outras intoxicações. É administrada por injecção numa veia.
Efeitos secundários podem incluir baixo potássio no sangue, hipernatremia, e inchaço. O seu uso não é recomendado em pessoas com hipocalcemia. Ele funciona através do aumento de bicarbonato no sangue.
A produção comercial de bicarbonato de sódio começou entre 1791 e 1823. O uso médico intravenoso começou por volta de 1950. Faz parte da Lista de Medicamentos Essenciais da Organização Mundial de Saúde, uma lista dos mais eficazes e seguros medicamentos que são necessários em um sistema de saúde. O bicarbonato de sódio está disponível como um medicamento genérico. O custo no mundo em desenvolvimento é de cerca de 0,09 a 2.58 USD por cada solução de 10 ml de 8,4%. No Reino Unido, este montante custa ao SNS cerca de 11.10 libras.